# Peregrino Anselmo
Juan Peregrino Anselmo (30. dubna 1902, Montevideo – 27. října 1975) byl uruguayský fotbalista. Nastupoval především na postu útočníka.
S uruguayskou reprezentací vyhrál mistrovství světa ve fotbale 1930. Roku 1935 pak mistrovství Jižní Ameriky. V národním týmu působil v letech 1927–1934 a odehrál za něj 8 utkání, v nichž vstřelil 3 góly, všechny tři na mistrovství světa 1930, jeden Rumunsku, dva v semifinále Jugoslávii.
Celou svou kariéru (1922–1935) strávil v Peñarolu Montevideo. Třikrát se s ním stal mistrem Uruguaye (1928, 1929, 1932).
Roku 1962 krátce vedl Peñarol jako trenér.